# Resolutie 1 Veiligheidsraad Verenigde Naties
Resolutie 1 van de Veiligheidsraad van de Verenigde Naties was de eerste resolutie van de VN-Veiligheidsraad, en werd aangenomen op de tweede vergadering van die raad, op 25 januari 1946. De resolutie werd goedgekeurd zonder stemming.

## Achtergrond
De oprichting van het Generale Staf-Comité werd bepaald in Artikel 47 van het Handvest van de Verenigde Naties. Dit comité zou bestaan uit de stafchefs van de vijf permanente leden van de Veiligheidsraad: China, Frankrijk, de Sovjet-Unie, het Verenigd Koninkrijk en de Verenigde Staten.

## Inhoud
De eerste resolutie van de VN-Veiligheidsraad bepaalde dat dit comité voor de eerste maal bijeen zou komen. De resolutie vroeg de vijf permanente leden van de Veiligheidsraad hun stafchef of diens vertegenwoordiger naar de vergadering in Londen te sturen op 1 februari 1946. Verder werd bepaald dat deze vergadering, zodra ze bijeen was, het Generale Staf-Comité zou vormen. Het Generale Staf-Comité kreeg als eerste opdracht om voorstellen voor de eigen organisatie en procedures te doen.
Lijst ·  1 ·  2 ·  3 ·  4 ·  5 ·  6 ·  7 ·  8 ·  9 ·  10 ·  11 ·  12 ·  13 ·  14 ·  15